# Katarzyna Burghardt
Katarzyna Burghardt, Katarzyna Kwoka (ur. 29 czerwca 1985) – polska lekkoatletka chodziarka, mistrzyni Polski.

## Kariera
Początkowo uprawiała biegi przez płotki, w zawodach chodziarzy zadebiutowała w maju 2003.
Zajęła 4. miejsce w chodzie na 20 kilometrów na młodzieżowych mistrzostwach Europy w 2007 w Debreczynie.
Wystąpiła w Pucharze Świata w chodzie sportowym w 2010 w Chihuahua zajmując 21. miejsce w chodzie na 20 kilometrów, a w Pucharze Świata w chodzie sportowym w 2012 w Sarańsku była na tym dystansie 56.
Czterokrotnie startowała w Pucharze Europy w chodzie sportowym na dystansie 20 kilometrów, zajmując następujące miejsca: 2005 – 38., 2007 – 34., 2009 – 12. i 2011 – 25.
Była mistrzynią Polski w chodzie na 20 kilometrów w 2007, wicemistrzynią w 2005 i w 2008 oraz brązową medalistką w 2009, 2010 i 2012. Zdobyła również halowe mistrzostwo Polski w chodzie na 3000 metrów w 2007, 2008 i 2013 oraz wicemistrzostwo w 2011, 2012 i 2014.
18 marca 2012 w Lugano uzyskała wynik 1:31:25 na 20 kilometrów, lepszy od minimum PZLA na igrzyska olimpijskie w 2012 w Londynie, na igrzyskach wystąpiły ostatecznie 3 inne reprezentantki Polski.
17 marca 2013 w Lugano uzyskała czas 1:29:21, bijąc tym samym rekord Polski na 20 kilometrów.
Rekordy życiowe:
| Konkurencja                   | Data i miejsce         | Wynik    |
| ----------------------------- | ---------------------- | -------- |
| chód na 3000 metrów (hala)    | 17 lutego 2013, Spała  | 12:21,40 |
| chód na 5000 metrów (bieżnia) | 15 maja 2009, Katowice | 22:13,69 |
| chód na 20 kilometrów (szosa) | 17 marca 2013, Lugano  | 1:29:21  |